# 上門一裕
上門 一裕（うえかど かずひろ、1958年3月22日 - ）は日本の実業家。山陽電気鉄道代表取締役社長、元日本民営鉄道協会副会長。

## 人物・経歴
兵庫県神戸市出身。神戸市立垂水中学校、兵庫県立長田高等学校を経て、1980年神戸大学工学部土木工学科卒業、山陽電気鉄道入社。1999年土木部長。2001年業務推進室部長。2003年業務推進室マネージャー。2005年取締役鉄道事業本部長。2008年常務取締役鉄道事業本部長。
2009年から山陽電気鉄道代表取締役社長を務め、カードキャプターさくらとのスペシャルコラボなどを実施。2011年日本民営鉄道協会副会長。2013年阪神電気鉄道取締役。2018年には京浜急行電鉄の原田一之代表取締役社長らとともに円山大飯店において、台湾交通部観光局から台湾観光貢献賞のトロフィーの授与を受けた。山電不動産取締役なども兼務。2025年6月には会長に就任。